# Tolley
La ville de Tolley est située dans le comté de Renville, dans l’État du Dakota du Nord, aux États-Unis. Sa population s’élevait à 47 habitants lors du recensement de 2010, estimée à 49 habitants en 2018.
Tolley fait partie de l’agglomération de Minot.

## Histoire
Tolley a été fondée en 1905.

## Démographie
| 1910 | 1920 | 1930 | 1940 | 1950 | 1960 |
| ---- | ---- | ---- | ---- | ---- | ---- |
| 250  | 325  | 225  | 177  | 248  | 189  |

| 1970 | 1980 | 1990 | 2000 | 2010 | - |
| ---- | ---- | ---- | ---- | ---- | - |
| 163  | 103  | 79   | 63   | 47   | - |

## Source
- (en) Cet article est partiellement ou en totalité issu de l’article de Wikipédia en anglais intitulé « Tolley, North Dakota » (voir la liste des auteurs).